# Guillaume của Luxembourg
Đại Công Thế tử Guillaume của Luxembourg (tên húy: Guillaume Jean Joseph Marie; sinh ngày 11 tháng 11 năm 1981) được chọn là thế tử kế thừa ngôi vị Đại công tước của Luxembourg kể từ khi cha ông đăng cơ vào năm 2000.

## Cuộc sống ban đầu và giáo dục
Thế tử Guillaume sinh tại Bệnh viện sản khoa Đại công phi Charlotte tại Luxembourg và là người con trưởng của Đại công tước Henri của Luxembourg và vợ là Đại công phi Maria Teresa. Guillaume có bốn người em ruột là: Đại công tử Félix, Đại công tử Louis, Đại công nữ Alexandra và Đại công tử Sébastien. Cha mẹ đỡ đầu của thế tử là Đại công phi Marie-Astrid của Luxembourg và Đại công tử Guillaume của Luxembourg. Bản thân Guillaume là cha đỡ đầu của em trai là Đại công tử Sébastien, em họ là Công tử Paul Louis của Nassau, Vương tử Emmanuel của Bỉ, Ariane của Hà Lan và cháu trai là Công tử Noah của Nassau.
Những nơi mà thế tử Guillaume đã theo học bao gồm Lycée Robert-Schumann tại Luxembourg; các trường nội trú Beau Soleil và Institut Le Rosey tại Thụy Sĩ; và Học viện Quân sự Hoàng gia Sandhurst, Camberley, Anh. Thế tử bắt đầu theo học giáo dục bậc cao tại Anh Quốc, tại vương quốc này, thế tử học tại University College, Durham và Brunel University. Năm 2006, thế tử nhập học trường Institut Philanthropos tại Fribourg, Thụy Sĩ, tại đây, thế tử đã giành một năm để học triết học và nhân chủng học. Sau đó, thế tử theo học văn chương và khoa học chính trị tại Institut Albert-le-Grand ở Angers, và nhận được bằng cử nhân vào năm 2009. Bằng của thế tử do Université Angers cấp, dựa theo một thỏa thuận hợp tác giữ hai trường.

## Đại công thế tử
Guillaume là thế tử kế vị ngôi vua Luxembourg kể từ khi cha ông lên ngôi vào năm 2000. Nếu ông lên ngôi kế vị, ông sẽ là đại công tước thứ năm trị vì với tên Guillaume. Nhiệm vụ của ông bao gồm là Chủ tịch danh dự của Hội đồng Phát triển Kinh tế Luxembourg từ năm 2001. Thế tử từng hoạt động trong Quỹ Kraizberg, một tổ chức từ thiện hướng đến người tàn tật.
Guillaume đã đại diện cho Luxembourg trong lễ rửa tội của Vương tôn Christian của Đan Mạch vào tháng 1 năm 2006, lễ kỉ niệm sinh nhật Vương hậu Sonja của Na Uy vào tháng 7 năm 2007 và đến tháng 12 năm 2007, thế tử lại tham dự lễ kỉ niệm sinh nhật lần thứ 40 của người thế thừa vương vị Hà Lan, Vương tử Willem-Alexander xứ Orange.

## Cuộc sống cá nhân
Nhân dịp kỉ niệm sinh nhật lần thứ 30 của mình, thế tử đã trả lời phỏng vấn rằng mình đang có một mối quan hệ với một "cô gái thân thiết" và mối quan hệ này đã bền vững trong hơn một năm song ông nhấn mạnh rằng họ cần thêm thời gian để đánh giá tương lai của mình. Ngày 26 tháng 4 năm 2012, triều đình tuyên bố việc hứa hôn giữa Đại công thế tử và Nữ bá tước Stéphanie de Lannoy. Họ cùng là hậu duệ của Công tước Charles Marie Raymond d'Arenberg. Lễ thành hôn dân sự được tổ chức vào thứ sáu, 19 tháng 10 năm 2012; lễ thành hôn theo nghi thức tôn giáo được tổ chức vào thứ bảy, 20 tháng 10 năm 2012.
Guillaume quan tâm đến âm nhạc và thể thao; ông cũng chơi dương cầm và thích bóng đá, bơi lội và bóng chuyền. Đại công thế tử có thể nói được tiếng Luxembourg, tiếng Pháp, tiếng Đức, tiếng Tây Ban Nha và tiếng Anh. Ông thường xuyên đại diện cho cha mẹ trong các hoạt động tại nước ngoài.